# Vetiș (gmina)
Vetiș – gmina w Rumunii, w okręgu Satu Mare. Obejmuje miejscowości Decebal, Oar i Vetiș. W 2011 roku liczyła 4788 mieszkańców.